# Michaël Slory
Michaël Arnoldus Slory (Totness, 4 augustus 1935 – Paramaribo, 19 december 2018) was een Surinaams dichter. Hij geldt als een van de belangrijkste dichters in het Sranan. Hij heeft daarnaast gepubliceerd in het Nederlands, Spaans en Engels. Michaël Slory is een van de meest gelauwerde dichters van Suriname.

## Leven
Slory studeerde Spaans in Nederland en begon met drie bundels met overwegend politieke poëzie bij Uitgeverij Pegasus te Amsterdam: Sarka/ Bittere strijd (1961; onder het pseudoniem Asjantenoe Sangodare en met een inleiding van Theun de Vries), Brieven aan de Guerrilla (1968) en Brieven aan Ho Tsji Minh (1968). Hij keerde naar Suriname terug - Theun de Vries verklaarde hem voor gek toen hij daartoe besloot - en schreef vanaf 1970 nog uitsluitend in het Sranan, te beginnen met Fraga mi wortoe (1970), een titel die letterlijk betekent: Vlag, mijn woord, maar die Slory vertaalde met: Laat mijn woorden klinken. Een twintigtal uitgaven in het Sranan volgde. Slory heeft altijd de sociale en politieke actualiteit poëtisch van commentaar voorzien, niet enkel die van Suriname, maar van geheel Latijns-Amerika en zelfs die van ver daarbuiten: Vietnam (1972).

## Vorm
Hij heeft geëxperimenteerd met sonnetten en kwatrijnen, bijvoorbeeld in Firi Joesrefie (Voel jezelf, 1971) en in Pikin aksi e fala bigi bon (Een kleine bijl doet een grote boom vallen, 1980). Slory schrijft in 'diep' Sranan zonder leenwoorden en met veel odo's (spreekwoorden) en veel van de Coroniaanse taal. In zijn bundels schreef hij geregeld over de natuur en over de schoonheid van de zwarte vrouw, bijvoorbeeld in Nengre-oema (Negervrouw, 1971). Vooral voor zijn bijna klassieke liefdesgedichten in Efu na Kodyo Efu na Amba Efu na Romeo Efu na Julia Amir nanga ... (Of het nou Kodyo is Of Amha Of Romeo Of Julia Amir en..., 1984) ontving hij de Literatuurprijs van Suriname 1983-1985. Zijn werk wordt vaak moeilijk gevonden en misschien is het daarom dat de dichter - die nog vijf andere bekroningen kreeg - zich miskend voelde. Feit is dat grondige kennis van het Sranan doet inzien dat zijn schijnbaar zo vluchtige observaties een grote taalrijkdom bevatten.
In de jaren tachtig nam Slory afstand tot het Sranan en is hij in het Spaans en Nederlands gaan schrijven. Volledig in het Spaans (voor het eerst in de Surinaamse letteren) is Poemas contra la agonía (Gedichten tegen de angst/ doodsstrijd, 1988). Slory schreef in het Sranan ook enkele katernen met Kerst- en Paasgedichten, een bundel kinderverzen en ook korte prozastukken die voornamelijk verschenen in het dagblad De Ware Tijd. Zijn werk is buiten Suriname moeilijk verkrijgbaar, maar in 1991 verscheen een grote bloemlezing, samengesteld door Michiel van Kempen: Ik zal zingen om de zon te laten opkomen. John Albert Jansen maakte in 1996 voor de NPS een televisiefilm over Slory onder de titel En nu de droom over is....
In 2010 vierde Slory zijn 75e verjaardag. Bij die gelegenheid maakte de kunstenaar Dhiradj Ramsamoedj in opdracht van de Werkgroep Caraïbische Letteren een portret van Slory, in de vorm van een groot formaat boek, vervaardigd uit verschillende materialen, met getekende portretten van Slory en enkele teksten van Slory's hand.
Slory is altijd onafhankelijk gebleven; ongehuwd en niet aan enige politieke partij verbonden. Hij overleed in 2018 op 83-jarige leeftijd.

## Werken
- Wakadron. Poëma gi Loemoemba. [Looptrom. Gedichten voor Loemoemba] 1961
- Sarka [Bittere strijd]. Amsterdam, Pegasus, 1961 [onder pseudoniem 'Asjantenoe Sangodare'][3]
- Brieven aan de guerrilla. Amsterdam, Pegasus, 1968
- Brieven aan Ho Tsji Minh. Amsterdam, Pegasus, 1969
- Fraga mi wortoe. powema. [(Laat mijn woorden klinken] Paramaribo, drukkerij Atlas, 1970
- Bonifoto. [Stad van Boni]. Paramaribo, Atlas, 1971
- Firi joesrefie. [Voel jezelf] 1971
- Nengre-oema [Negervrouw] 1971
- Vietnam 1972
- Lobisingi. [poewema]. [Liefdesliederen] Paramaribo, 1972
- Memre den dé.[poewema]. [Herdenk de dagen] Paramaribo, 1973
- Mi kondre sani [De dingen van mijn land] 1975
- Fri-kontren-sma. [Onafhankelijke mensen] Paramaribo, 1975
- Wi e pusu a konfri go na fesi. [Wij stoten de bevrijding voorwaarts] 1975
- A no mena, a no boboi, ma... [Het is geen vertroetelen, het is geen wiegen, maar...] 1979
- Kownubri de na en onigodo [De kolibri is bij zijn honingraat] 1979
- Wan njun dé broko. [Een nieuwe dag is aangebroken] 1979
- Pikin aksi e fala bigi bon. [Een kleine bijl doet een grote boom vallen] Paramaribo, 1980
- Konten konten fu esrede nanga fu tamara. [Toekomst toekomst van gisteren en van morgen] Paramaribo, 1981
- Den prékiwroko fu wan kamoru. [Het gepredik van een lummel] 1982
- Fresko, leri mi den tra odo [Durf mij de andere spreekwoorden te leren]. 1984
- Efu na Kodyo Efu na Amba Efu na Romeo Efu na Julia Amir... nanga... [Of het nou Kodyo is Of Amba Of Romeo Of Julia Liefde... en...] 1985
- A no tru san mi e si drape? A no tru? [Is het niet waar wat ik daar zie? Is het niet waar?] 1986
- Poemas contra la agonía [Gedichten tegen de angst/doodsstrijd] Paramaribo, Instituto Venezolano parea la Cultura y la Cooperaciōn, 1988 [Spaans]
- La rueda hacia el día. [Het wiel tegen de dag] 1989 [Spaans]
- Een andere weg. 1991
- Ik zal zingen om de zon te laten opkomen. Bloemlezing. Amsterdam, In de Knipscheer, 1991 (Nederlands-Sranantongo+Spaans)[4]
- Las chispas que tantean 1994 (Spaans)
- En nu voorgoed voor vriendschap. Paramaribo, Handelsdrukkerij J.J. Buitenweg, 1996.
- In de straten en in de bladeren. Gedichten. Paramaribo, 2000
- Waar wordt de lucht gemolken? Paramaribo, VACO [boekhandel], 2003
- Este país dice: ¡Adelante! [Dit land zegt: Vooruit!], 2012 [Spaans]
- Torent een man hoog met zijn poëzie. Haarlem, In de Knipscheer, 2012[5]
- Glimpses of hope [Flintertjes hoop], 2018 [Engelstalig]
- Alsof men alles loslaat. Haarlem, In de Knipscheer, 2018.

## Over Michaël Slory
- Michiel van Kempen, `Al die jaren hebben ze me als werkezel voor het Sranantongo gebruikt.' In: De Gids, 155 (1992), no. 5, mei, pp. 365–372.
- Een portret in beeld en tekst van Slory is opgenomen in: Michel Szulc-Krzyzanowski (fotografie) & Michiel van Kempen (tekst), Woorden die diep wortelen. Tien vertellers en schrijvers uit Suriname. Amsterdam: Voetnoot, 1992, pp. 123–151.
- Michiel van Kempen, 'Michaël Slory.' In: Kritisch Lexicon van de Moderne Nederlandstalige Literatuur, no. 55, november 1994. (met uitvoerige primaire en secundaire bibliografie)
- Michiel van Kempen, Een geschiedenis van de Surinaamse literatuur. Breda: De Geus, 2003, deel II, pp. 779–788, 1195.
- John Albert Jansen, Portret van Michaël Slory VPRO radio, serie Passage Passanten 1991 (cassette).
- John Albert Jansen, En nu de droom over is... VARA documentaire over Michaël Slory 1996.

## Trivia
Op de dag dat Slory stierf, overleed ook de eveneens 83-jarige Surinaamse dichter James Ramlall (Bhai). Zo verloor op één dag Suriname twee dichters en cultuuriconen. Ruim twee weken later overleed nóg een icoon van de Surinaamse letteren: Bea Vianen, eveneens op 83-jarige leeftijd.